# Pramote Teerawiwatana
Pramote Teerawiwatana (Thai: ปราโมทย์ ธีระวิวัฒน์; * 14. Juni 1967 in Kanchanaburi; † 4. Oktober 2012 in Bangkok) war ein thailändischer Badmintonspieler.

## Sportliche Karriere
1992 startete Pramote Teerawiwatana erstmals bei Olympia im Herrendoppel. Dort gewann er sein Erstrundenmatch mit Siripong Siripool, verlor jedoch das zweite Spiel und wurde Neunter. Auch 1996 wurde er Neunter, diesmal jedoch mit Sakrapee Thongsari an seiner Seite. 2000 und 2004 startete er mit Tesana Panvisavas und wurde bei beiden Veranstaltungen wieder Neunter.
1993 siegte er mit Tesana Panvisavas bei den Asienspielen, 2001 standen beide im Viertelfinale der Badminton-Weltmeisterschaft. 2002 gewannen sie die China Open. 1998 und 2002 gab es jeweils Silber bei den Asienspielen. National siegte er erstmals bei den thailändischen Meisterschaften 1989 im Herrendoppel, zehn weitere Titel folgten bis 2002.
Pramote Teerawiwatana starb am 4. Oktober 2012 im Alter von 45 Jahren im Ramathibodi Hospital in Bangkok an Lungenkrebs.